# Lu Yu

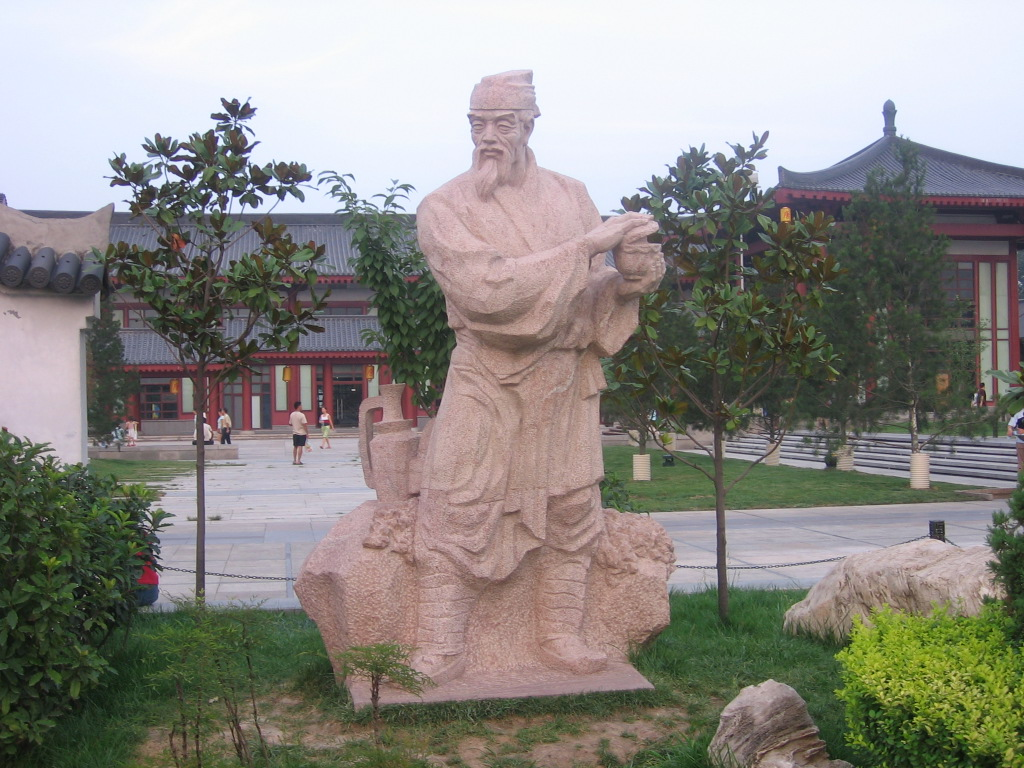
Współczesny posąg Lu Yu w Xi’anie

Lu Yu (chiń. upr. 陆羽; chiń. trad. 陸羽; pinyin Lù Yǔ; ur. w 733, zm. w 804) – chiński pisarz i poeta z okresu dynastii Tang, znany jako „Herbaciany mędrzec”.
Wcześnie osierocony, wychowywał się w klasztorze w Hubei, pod opieką mnicha, który był miłośnikiem herbaty. Mnisi buddyjscy używali herbaty jako środka przeciw zasypianiu i propagowali uprawę i picie herbaty. Za czasów tangowskich istniało powiedzenie: "Zen i herbata to dwie drogi prowadzące do tego samego celu". Od młodych lat uczył się przygotowywania naparu herbacianego. W późniejszym wieku zebrał dotychczasowe informacje na temat uprawy i przyrządzania herbaty i napisał swoje dzieło życia: Księgę Herbaty (Chajing). Księga ta w dużej mierze oparta była na jego własnych badaniach. Został pierwszym znanym koneserem herbaty. Jego współcześni uznawali Lu Yu za wielki autorytet w kwestiach związanych z wyborem właściwych liści, doborem wody (był znawcą najlepszych źródeł) i sposobu parzenia różnych gatunków herbaty.